# Afroheterozercon pachybolus
Afroheterozercon pachybolus is een mijtensoort uit de familie van de Heterozerconidae. De wetenschappelijke naam van de soort werd voor het eerst geldig gepubliceerd in 1988 door Fain als Heterozercon pachybolus.